# Ахо (город)
Ахо (англ. Ajo) — статистически обособленная местность в штате Аризона, США. В 2010 году в местности проживали 3304 человека.
По имени месторождения и города Ахо назван минерал Ахоит
По данным Бюро переписи населения США Ахо имеет площадь 86,3 квадратных километров. Местность находится на высоте 536 м.

## Население
| Год переписи | Нас. |  | %±     |
| ------------ | ---- |  | ------ |
| 1920         | 2336 |  | —      |
| 1930         | 4571 |  | 95,7%  |
| 1950         | 5817 |  | 27,3%  |
| 1960         | 7049 |  | 21,2%  |
| 1970         | 5881 |  | −16,6% |
| 1980         | 5189 |  | −11,8% |
| 1990         | 2919 |  | −43,7% |
| 2000         | 3705 |  | 26,9%  |
| 2010         | 3304 |  | −10,8% |
| 2017         | 3525 |  | 6,7%   |

По данным переписи 2010 года население Ахо составляло 3304 человек (из них 49,5 % мужчин и 50,5 % женщин), в местности было 1512 домашних хозяйств и 891 семья. Расовый состав: белые — 75,1 %, коренные американцы — 9,9 % афроамериканцы — 0,9 %, азиаты — 1,1 % и представители двух и более рас — 4,2 %. 38,3 % населения города — латиноамериканцы (35,8 % мексиканцев).
Из 1512 домашних хозяйств 58,9 % представляли собой семьи: 43,8 % совместно проживающих супружеских пар (9,7 % с детьми младше 18 лет); 11,0 % — женщины, проживающие без мужей и 4,0 % — мужчины, проживающие без жён. 41,1 % не имели семьи. В среднем домашнее хозяйство ведут 2,18 человека, а средний размер семьи — 2,79 человека. В одиночестве проживали 34,7 % населения, 17,4 % составляли одинокие пожилые люди (старше 65 лет).
Население местности по возрастному диапазону по данным переписи 2010 года распределилось следующим образом: 18,6 % — жители младше 18 лет, 2,4 % — между 18 и 21 годами, 48,9 % — от 21 до 65 лет и 30,1 % — в возрасте 65 лет и старше. Средний возраст населения — 51,7 лет. На каждые 100 женщин в Ахо приходилось 98,1 мужчин, при этом на 100 совершеннолетних женщин приходилось уже 96,6 мужчины сопоставимого возраста.
В 2017 году из 2810 человек старше 16 лет имели работу 908. При этом мужчины имели медианный доход в 35 000 долларов США в год против 41 667 долларов среднегодового дохода у женщин. В 2017 году медианный доход на семью оценивался в 34 121 $, на домашнее хозяйство — в 33 178 $. Доход на душу населения — 19 596 $ в год.